# Боровицька волость
Боровицька волость — адміністративно-територіальна одиниця Чигиринського повіту Київської губернії з центром у селі Боровиця.
Станом на 1886 рік складалася з 3 поселень, 3 сільських громад. Населення — 6391 особа (3146 чоловічої статі та 3245 — жіночої), 1419 дворових господарства.
Наприкінці 1880-х років волость було ліквідовано, село Боровиця увійшло до Шабельницької волості, села Мудрівка та Топилівка - до Трушівської волості. На початку 20 століття волость було поновлено.
|                     | Площа, десятин | У тому числі орної, десятин |
| ------------------- | -------------- | --------------------------- |
| Сільських громад    | 6465           | 4347                        |
| Приватної власності | 61             | 59                          |
| Казенної власності  | 1              | —                           |
| Іншої власності     | 78             | 60                          |
| Загалом             | 6605           | 4466                        |

Поселення волості:
- Боровиця — колишнє державне село при річці Дніпро за 20 верст від повітового міста, 3855 осіб, 852 двори, православна церква, 3 постоялих будинки, 3 лавки.
- Мудрівка — колишнє державне село при річці Дніпро, 1171 особа, 269 дворів, постоялий будинок.
- Топилівка — колишнє державне село, 1317 осіб, 298 дворів, православна церква, школа, постоялий будинок.

Старшинами волості були:
- 1909—1910 роках — Іван Артемович Бандурка[2],[3];
- 1912—1913 роках — Юхим Гордійович Шліончак[4],[5];
- 1915 року — Михайло Прокопович Коваленко[6].